# 539 (số)
539 (năm trăm ba mươi chín) là một số tự nhiên ngay sau 538 và ngay trước 540.